# Wereldkampioenschappen jiujitsu 2006
De Wereldkampioenschappen jiujitsu 2006 waren door de Ju-Jitsu International Federation (JJIF) georganiseerde kampioenschappen voor jiujitsuka's. De zevende editie van de wereldkampioenschappen vond plaats van 17 tot 19 november 2006 in het Nederlandse Rotterdam.

## Uitslagen

### Heren
| Gewichtsklasse | Goud             | Zilver          | Brons           | Brons           |
| -------------- | ---------------- | --------------- | --------------- | --------------- |
| –62 kg         | Anders Lauridsen | Javier García   | Oliver Haider   | Nicolás Giménez |
| –69 kg         | Julien Boussuge  | Ferry Hendriks  | Fedor Serov     | Marco Baratti   |
| –77 kg         | Igor Rudnev      | Johan Ingholt   | Mario Staller   | Ivan Nastenko   |
| –85 kg         | Andreas Kuhl     | Dmitry Nebolsin | Jakob Tidemann  | Franck Vatan    |
| –94 kg         | Rob Haans        | Tomasz Szewczak | Vedran Ikić     | Vincent Parisi  |
| +94 kg         | Frédéric Husson  | Mihai Neaga     | Sergey Kunashov | Dariusz Zimoląg |

### Dames
| Gewichtsklasse | Goud            | Zilver          | Brons            | Brons           |
| -------------- | --------------- | --------------- | ---------------- | --------------- |
| –55 kg         | Annabelle Reydy | Linda Lindström | Andrea Plefka    | Monika Dikow    |
| –62 kg         | Isabelle Bacon  | Sabrina Hatzky  | Margarita Montes | Judith de Weerd |
| –70 kg         | Lindsay Wyatt   | Sonja Kinz      | Corinne Sarcy    | Aurora Fajardo  |
| +70 kg         | Taja Lüthje     | Albertine Los   | Marzena Makula   | Mélanie Lavis   |

### Duo's
| Categorie | Goud                            | Zilver                              | Brons                          | Brons                           |
| --------- | ------------------------------- | ----------------------------------- | ------------------------------ | ------------------------------- |
| Heren     | Pascal Müller Remo Müller       | Karim Benboudaoud Grégoire Cordesse | Florens Goldbeck Felix Schmidt | Barry van Bommel Ron Soechit    |
| Dames     | Angelique Dekker Silvia Alvarez | Nadin Altmüller Stefanie Satory     | Maria Eriksson Malin Persson   | Muriel Boldi Angélique Jasset   |
| Gemengd   | Mathias Huber Corinna Endele    | David Heiremans Séverine Heiremans  | Michel Bürgisser Silvie Kümin  | Barry van Bommel Silvia Alvarez |

1994 ·
1996 ·
1998 ·
2000 ·
2002 ·
2004 ·
2006 ·
2008 ·
2010 ·
2011 ·
2012 ·
2014 ·
2015 ·
2016 ·
2017 ·
2018 ·
2019 ·
2021 ·
2022